# Harue Akagi
Harue Akagi (赤木春恵, Akagi Harue), nom de scène d'Ayako Oda (小田章子, Oda Ayako), est une actrice japonaise, née le 14 mars 1924 à Changchun (Mandchourie) et morte le 29 novembre 2018 à Tokyo (Japon),.

## Biographie
Harue Akagi est principalement connue pour ses interprétations dans des seconds rôles dans des séries télévisées.
En 2013, à l'âge de 88 ans, Harue Akagi tient le rôle principal dans le film Pekorosu no haha ni ai ni iku (ペコロスの母に会いに行く) d'Azuma Morisaki, devenant ainsi, selon le livre Guinness des records l'actrice la plus âgée à tenir un rôle principal dans un film. Elle obtient en outre le prix Mainichi de la meilleure actrice pour cette interprétation.
Traitée pour la maladie de Parkinson depuis trois ans, elle meurt d'un arrêt cardiaque dans un hôpital de Tokyo le 29 novembre 2018 à l'âge de 94 ans.

## Filmographie sélective

### Cinéma
- 1949 : Hanakurabe tanuki goten (花くらべ狸御殿?) de Keigo Kimura
- 1949 : Gokumon-to: Kaimei-hen (獄門島 解明篇?) de Sadatsugu Matsuda : une villageoise
- 1955 : Le Mont Fuji et la lance ensanglantée (血槍富士, Chiyari Fuji?) de Tomu Uchida
- 1956 : Akō Rōshi: Ten no Maki, Chi no Maki (赤穂浪士 天の巻 地の巻?) de Sadatsugu Matsuda
- 1959 : Sarutobi Sasuke, le jeune ninja (少年猿飛佐助, Shōnen Sarutobi Sasuke?) de Taiji Yabushita et Akira Daikubara : Omon Yayamata (voix)
- 1961 : La Légende de Musashi Miyamoto (宮本武蔵, Miyamoto Musashi?) de Tomu Uchida : la femme de Kisuke
- 1962 : Liens de sang (瞼の母, Mabuta no haha?) de Tai Katō : Ofumi
- 1962 : Kigeki ekimae onsen (喜劇 駅前温泉?) de Seiji Hisamatsu : Kiyo
- 1962 : Les Moines lanciers du temple Hozoin (宮本武蔵 般若坂の決斗, Miyamoto Musashi: Hannyazaka no kettō?) de Tomu Uchida : la femme de Kisuke
- 1962 : Ōshō, le joueur d'échecs (王将, Ōshō?) de Daisuke Itō : Oyuki
- 1963 : Contes cruels du Bushido (武士道残酷物語, Bushidō zankoku monogatari?) de Tadashi Imai
- 1967 : Nuages épars (乱れ雲, Midaregumo?) de Mikio Naruse
- 1979 : Nichiren (日蓮?) de Noboru Nakamura
- 2013 : Pekorosu no haha ni ai ni iku (ペコロスの母に会いに行く?) d'Azuma Morisaki : Mitsue Okano

### Télévision
- 1979 - 2011 : Kinpachi-sensei (en) (3年B組金八先生, San-nen B-gumi Kinpachi-sensei?) (série TV)

## Récompenses et distinctions
- 1993 : médaille au ruban pourpre
- 2013 : prix du film Mainichi de la meilleure actrice pour son interprétation dans Pekorosu no haha ni ai ni iku[5]